# ビクトル・ペナルベル
ビクトル・ロドリゲス・ペナルベル・デ・オリヴェイラ（Victor Rodrigues Penalber de Oliveira 1990年3月20日- ）は、ブラジル出身の柔道選手。階級は81kg級。

## 人物
2007年に北京で開催された世界団体の73kg級に17歳で出場して2位となった。2008年に東京で開催された世界団体では3位だった。また、パンナム選手権では優勝を飾った。その後81kg級に階級を上げるものの、国内のこの階級には世界3位のレアンドロ・ギルヘイロがいたために2012年のロンドンオリンピック代表にはなれなかったが、地元で開催されたグランドスラム・リオデジャネイロでは優勝を飾った。さらに、グランプリ・アブダビとグランプリ・青島でも立て続けに優勝を果たして一躍注目されることになった。グランドスラム・東京では3位だった。2013年にはパンナム選手権と世界軍人選手権大会で優勝すると、ワールドマスターズでは3位になった。2014年にはグランドスラム・チュメニで優勝するが、世界選手権 では7位だった。世界団体では3位となった。2015年にはパンナム選手権で3度目の優勝を飾るも、パンアメリカン競技大会では3位にとどまった。世界選手権では準々決勝でフランスのロイク・ピエトリに有効で敗れるが、その後の3位決定戦では前年の世界チャンピオンであるアブタンディル・チリキシビリを指導3で破って3位になった。2016年のリオデジャネイロオリンピックでは3回戦で敗れた。

## 主な戦績
73kg級での戦績
- 2007年 - 世界団体　2位
- 2008年 - パンナム選手権　優勝
- 2008年 - 世界団体　3位
- 2010年 - グランプリ・アブダビ　5位
- 2010年 - ワールドカップ・スウォン　3位

81kg級での戦績
- 2012年 - グランドスラム・リオデジャネイロ　優勝
- 2012年 - グランプリ・アブダビ　優勝
- 2012年 - グランプリ・青島　優勝
- 2012年 - グランドスラム・東京　3位
- 2013年 - グランドスラム・パリ　3位
- 2013年 - パンナム選手権　優勝
- 2013年 - ワールドマスターズ　3位
- 2013年 - 世界軍人選手権大会　優勝
- 2014年 - グランドスラム・チュメニ　優勝
- 2014年 - 世界選手権 7位
- 2014年 - 世界団体　3位
- 2014年 - グランドスラム・東京　5位
- 2015年 - パンナム選手権　優勝
- 2015年 - パンアメリカン競技大会　3位
- 2015年 - 世界選手権 3位
- 2016年 -　グランドスラム・パリ　3位
- 2016年 - パンナム選手権　3位
- 2016年 - グランドスラム・アブダビ　2位
- 2017年 -　ヨーロッパオープン・オディヴェーラス　優勝
- 2017年 -　グランプリ・トビリシ　優勝
- 2017年 - グランプリ・カンクン　3位
- 2017年 -　世界団体　2位
- 2018年 -　グランプリ・カンクン　2位

(出典、JudoInside.com)